# Pyrenopeziza inornata
Pyrenopeziza inornata är en svampart som beskrevs av Graddon 1972. Pyrenopeziza inornata ingår i släktet Pyrenopeziza, ordningen disksvampar, klassen Leotiomycetes, divisionen sporsäcksvampar och riket svampar.   Inga underarter finns listade i Catalogue of Life.